# Raión de Hrebinkivskyi
Hrebinka (en ucraniano: Гребінківський район) fue un raión o distrito de Ucrania en el óblast de Poltava. En la reforma territorial de 2020, su territorio fue incluido en el raión de Lubný.
Comprendía una superficie de 595 km².
La capital era la ciudad de Hrebinka.

## Demografía
Según estimación 2010 contaba con una población total de 23409 habitantes.

## Otros datos
El código KOATUU es 5320800000. El código postal 37400 y el prefijo telefónico +380 5359.